# سيرس (شخصية)
سيرس (بالإنجليزية: Circe)‏ هي شخصية خيالية من إنشاء دي سي كومكس وابتكار روبرت كانيغير وإتش جي بيتر وظهرت لأول مرة في القصص المصورة في عام 1949، تعتبر أحد أعداء المرأة المعجزة.